# خوسيه خوليو رويز
خوسيه خوليو رويز هو لاعب كرة قاعدة كوبي، ولد في 9 يونيو 1984 في سانتياغو دي كوبا في كوبا.

## وصلات خارجية
- خوسيه خوليو رويز على موقع دوري كرة القاعدة الرئيسي (الإنجليزية)
- خوسيه خوليو رويز على موقعبيزبول رفرنس.كوم (الدوري الثانوي) (الإنجليزية)
- خوسيه خوليو رويز على موقع مشجعي الرسوم البيانية (الإنجليزية)